# Dave Forney
George David "Dave" Forney, Jr. (Nova Iorque, 6 de março de 1940) é um engenheiro eletricista estadunidense. Contribuiu significativamente para a teoria dos sistemas de telecomunicações, especificamente em teoria de códigos e teoria da informação.

## Biografia
Dave Forney obteve o bacharelado em engenharia elétrica na Universidade de Princeton em 1961, summa cum laude, e os graus de M.S. e Sc.D. em engenharia elétrica no Instituto de Tecnologia de Massachusetts em 1963 e 1965, respectivamente. Sua tese de Sc.D. introduziu a ideia de código concatenado de correção de erro. É membro da Academia Nacional de Engenharia dos Estados Unidos (1989) e da Academia Nacional de Ciências dos Estados Unidos (2003). É membro de longa data da faculdade do Instituto de Tecnologia de Massachusetts.
Entre outras coisas, a ele é creditado ser o primeiro a reconhecer a optimalidade e a importância prática do algoritmo de Viterbi, e seu artigo tutorial sobre o assunto é amplamente citado. Seu trabalho no algoritmo de Viterbi e em avançar o entendimento da teoria de códigos em geral influenciou o projeto dos modernos modems digitais.
Em 1965 começou a trabalhar na Codex Corporation. Seu projeto resultou no primeiro modem de 9600 bit/s produzido em massa em 1970. Passou o ano acadêmico de 1971–1972 na Universidade Stanford, retornando depois para a Codex. Tornou-se vice-presidente de pesquisa e desenvolvimento na Codex, através de sua aquisição pela Motorola em 1977, servindo nas posições de gerência e técnica.
Recebeu a Medalha Edison IEEE de 1992 "por contribuições originais à codificação, modulação, modens de comunicação de dados, e por liderança industrial e em pesquisa na tecnologia das comunicações". Recebeu o Prêmio Claude E. Shannon de 1995 da IEEE Information Theory Society e recebeu duas vezes, em 1990 e em 2009, o IEEE Donald G. Fink Prize Paper Award. Em 1998 recebeu um Prêmio Jubileu de Ouro por Inovação Tecnológica da IEEE Information Theory Society. Recebeu a Medalha de Honra IEEE de 2016 "por contribuições pioneiras à teoria de códigos com correção de erros e pelo desenvolvimento de comunicação confiável de dados em alta velocidade".